# GBU-10 페이브웨이 II

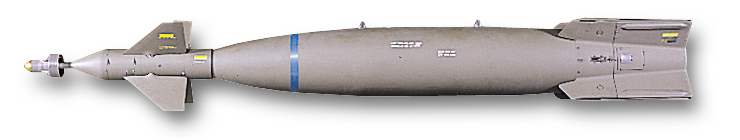

GBU-10 페이브웨이 II는 미국의 2000 파운드 정밀유도폭탄이다.

## 설명
Mk-84 2천 파운드 범용폭탄은 CEP가 94 m인데 비해, 정밀유도 Mk-84인 GBU-10의 CEP가 1.1 m로 정확하다. 사거리는 14.8 km이다.
MK-84는 미국이 베트남 전쟁 때 항공폭격 임무를 위해 개발한 폭탄이다. 용도에 따라 인명살상용인 MK-82와 벙커 파괴용인 MK-84로 나뉜다. 길이 2.51m, 직경 45.7cm인 MK-84는 폭약량만 893kg에 달하며 지상 폭발시 직경 15m, 깊이 4m 가량의 웅덩이가 생길 정도로 파괴력이 크다. 반경 365m 내의 인명을 한꺼번에 살상 가능하다. 일반 콘크리트의 경우 3.81m까지 관통할 수 있으며, 철근 콘크리트의 경우 1m 두께까지 파괴가 가능하다. MK-84는 별도의 날개 모양의 키트를 장착할 경우 입력된 좌표에 따라 폭발하는 정밀유도폭탄(GBU-10)으로 활용될 수도 있다.
1991년 2월 14일, 공대공 요격에 성공했다. F-15E 스트라이크 이글에서 이라크 공군의 밀 Mi-24 하인드 공격헬기에 GBU-10을 발사했다. 폭탄 발사 30초 후에, 조종사는 폭탄이 빗나간 것으로 여겨 AIM-9 사이드와인더 미사일을 발사하려고 했는데, 하인드 헬기가 갑자기 폭발했다.